# 浜大津アーカス
浜大津アーカス（はまおおつアーカス）は、滋賀県大津市にある複合型商業施設。京阪レークセンター（けいはんレークセンター）跡に建設された。

## 概要
かつては当地に京阪レークセンターを設けていたが、国鉄（現：JR西日本）湖西線の開業による人の流れの変化や施設の老朽化により利用者は減少し、1996年（平成8年）3月31日をもって閉鎖した。当時は京都市営地下鉄東西線の建設が行われており、同線の開業後は京阪京津線の列車が直通運行することが確定していたため、京津間や浜大津周辺の新しい人の流れを期待できることから、京阪電気鉄道と京阪グループの琵琶湖ホテルは跡地にアミューズメント施設と琵琶湖ホテルの新築移転を行う「京阪浜大津再開発事業計画」を策定し、建設計画を進めた。
京阪レークセンターの解体を経て、1996年（平成8年）10月14日に起工式が行われた。1998年（平成10年）4月23日にアミューズメント棟が開業し、同年10月1日に琵琶湖ホテル（2代目）が移転開業した。
建物はアメリカ合衆国の「シーザー・ペリ＆アソシエーツ」（現：ペリ・クラーク・アンド・パートナーズ）建築事務所によってデザインされ、「琵琶湖の波と山並みのうねり」を表現した曲線を多用し、琵琶湖側にデッキを設けている。
当施設は京阪石山坂本線・京津線びわ湖浜大津駅のすぐ近くにあり、当施設とびわ湖浜大津駅の間はペデストリアンデッキで結ばれている。近隣には大津港があり、琵琶湖汽船の遊覧船（ミシガンなど）が就航する。

## 歴史
京阪レークセンターの略歴も併せて解説する。

### 年表
- 1966年（昭和41年）
  - 4月23日：前身の京阪レークセンターが開業[注 2][写真 2]。湖と空を一体化した総合観光地であり[写真 3][写真 4]、東洋一をうたった大噴水が設置されていた[写真 5]。
  - 7月8日：パノラマプールが竣工する。
- 1969年（昭和44年）9月[9]：ボウリング場（京阪大津ボウル）を開設[写真 2]。
- 1983年（昭和58年）：浜大津地区市街地再開発基本計画が策定され、当地がA地区に指定される[注 3][10]。
- 1984年（昭和59年）：大津市都市基盤整備基本計画が策定され、京阪レイクセンターをホテル・国際会議場に建て替える計画が発表される[注 4][10]。
- 1995年（平成7年）10月3日：「京阪浜大津再開発事業計画」を正式に発表。
- 1996年（平成8年）
  - 3月31日：京阪レークセンターが閉鎖する。
  - 10月14日：起工式[5]。
  - 11月：京阪浜大津再開発再開発事業の工事に着手する[11]。
- 1997年（平成9年）10月12日：京都市営地下鉄東西線が開業する[12]。
- 1998年（平成10年）
  - 4月23日：浜大津アーカスが開業[6]。開業当初は「アミューズメント館」のみ営業[6]。
  - 10月1日：琵琶湖ホテル（2代目）が移転開業し、全面開業[7][13]。
- 2002年（平成14年）6月19日：ISO14001を認証取得[14]。
- 2010年（平成22年）3月20日：「湖（）の駅」が開業[注 5][15][16]。
- 2014年（平成26年）
  - 3月：テナント11店舗のうち、7店舗が撤退[17]。
  - 10月3日：ラウンドワンスタジアムが開業[18][19]。
- 2022年（令和4年）3月27日：アレックス（映画館）が撤退[20][21]。

### 名称の由来
「アーカス」は「水」を意味するラテン語の『アクア』と、英語の「空間」を意味する『スペース』から造られた造語で、「琵琶湖と調和する浜大津」を表す名前として名づけられた。

### シンボルマーク
グラフィックデザイナーの松永真がデザインしたもの。シンボルマークは、白地に「琵琶湖とそれを取り巻く四季おりおりの風」を曲線を駆使した青色と水色の2つの形状を組み合わせて表現している。ちなみに、松永がデザインしたポスターは第41回全国カタログ・ポスター展（1999年）で印刷出版研究所賞を受賞している。

## 施設
敷地面積はホテル棟も合わせて33,740 m2、ほかに平面駐車場4,580 m2。駐車台数は500台（※開業当時は700台）。総工費は総計約200億円で、そのうち京阪は約140億円、琵琶湖ホテルは約60億円を出資した。

### アミューズメント棟
地上5階建て延べ床面積19,800 m2。10代から30代をメインターゲットとし、若年層に対して遊び場を提供する。浜大津OPA（現：明日都浜大津）と補完して浜大津周辺に若者を集めて地域の活性化を図ろうとした。5階建てで、1階に駐車場、2階にメインエントランスと琵琶湖ホテルへのボードウォークが設けられている。
開業時点では、4階にTOHOシネマズが運営する「浜大津アーカスシネマ」が中核施設として入居していたが、2007年（平成19年）12月5日に地場資本への売却が発表され、2008年（平成20年）2月1日にアレックスが運営する大津アレックスシネマ<5スクリーン、823席>となった。しかし、2022年（令和4年）3月24日に閉館し、同月27日に撤退した。
2010年（平成22年）3月20日に京阪グループの琵琶湖汽船が運営する、「湖（）の駅」が開業したが、2014年（平成26年）に当時のテナント11店舗のうち7店舗が撤退したため、同年4月から改装工事に着手した。同年10月3日に開業したラウンドワンスタジアム（営業面積：約11,150 m2）は開業時点では、2階と3階にはスポーツ体験施設「スポッチャ」、4階にはボウリング場を設けていた。

### ホテル棟
- 琵琶湖ホテル - 1934年（昭和9年）10月25日に大津市柳が崎に完成し[27]、1998年（平成10年）10月1日に当地に移転・開業した[7]。延床面積は約23,000 m2、171室、収容人員約320名[28]。

## アクセス
電車
- 京阪石山坂本線・京津線びわ湖浜大津駅下車、徒歩すぐ[2]。
- JR琵琶湖線（東海道本線）大津駅下車、徒歩約15分[2]。

バス
- 江若交通・京阪バス「びわ湖浜大津」停留所、近江鉄道バス「浜大津」停留所下車、徒歩すぐ。

自動車
- 名神高速道路大津IC下車、北へ約5分[2]。

## 周辺
- 大津港 (滋賀県)
- 大津湖岸なぎさ公園
- 大津市民会館

## その他
- 開業時のCMは杉本清が実況を務めた。テレビCMは「浜大津駅（現：びわ湖浜大津駅）に到着した京阪800系から降りた人々[注 6]が当施設に行く様子を競馬に見立てて実況したが、当施設は開業していなかった[注 7]」という内容であり、「アミューズメントの大本命」というキャッチコピーが付いていた。テレビCMは関西ローカル、ラジオCMはエフエム滋賀（e-radio）で放送された。